# 上官志标
上官志標（1912年7月20日—1967年9月27日），字升平，別號鸿生，籍貫福建省上杭縣。於上杭中學畢業，於中央軍校軍訓班第一期畢業。曾經出任中華民國陸軍120旅特務營3連少尉排長、連長、代營長、國民革命軍第八十八師524團團附。參與四行倉庫保衛戰。之後跟隨謝晉元退入上海公共租界。1941年4月24日，謝晉元被刺殺，上官志标亦遭到襲擊，之後被推举继任团长。其年日军占领上海租界，上官志标被俘虜，在其被轉移至南京時脫逃，并组织抗日支队進行游擊戰爭。抗日戰爭結束後擔任第一綏靖區政治部上校科長。1947年8月，國民革命軍第88师参谋长张柏亭征召上官志标前往台湾省台南县出任政府军事科长。1967年9月27日，上官志标逝世，享年55岁。

## 親屬
上官志標的祖先發祥於甘肅天水，十三世祖遷居福建上杭。
- 父：上官明發
- 弟：上官福生
- 妻：榮淑偉，出生于江苏无锡荣巷，荣毅仁之妹，1990年元月去世[1]
- 子：上官百成，陸軍財務學校畢業，淡江大學管理科學研究所肄業。空軍退役後於台北市稅捐處任職，著有《八百壯士與謝晉元日記》[4]，并在電影《旗正飄飄》中飾演上官志標[5]。
- 孫：上官宗彥、上官弘彥